# Baron Monteagle
Baron Monteagle ist ein erblicher britischer Adelstitel, der dreimal verliehen wurde, nämlich je einmal in der Peerage of England, der Peerage of Ireland und der Peerage of the United Kingdom.

## Verleihungen
Erstmals wurde der Titel am 23. November 1514 in der Peerage of England für Sir Edward Stanley, den zweitgeborenen Sohn des Thomas Stanley, 1. Earl of Derby, geschaffen. Beim Tod seines Enkels, des 3. Barons, 1581, der keine Söhne hinterließ, fiel der Titel an dessen Tochter Elizabeth als 4. Baroness, die Edward Parker, 12. Baron Morley heiratete. Ihr gemeinsamer Sohn, der 5. Baron Monteagle, erbte 1618 von seinem Vater auch den Titel Baron Morley. Beide Titel waren seither vereinigt und fielen beim kinderlosen Tod des 7. Barons Monteagle am 15. Juli 1697 in Abeyance zwischen den Nachfahren von zwei seiner Tanten.
In zweiter Verleihung wurde am 10. September 1760 in der Peerage of Ireland der Titel Baron Mounteagle (auch Mount Eagle), of Westport in the County of Mayo, an John Browne verliehen. Dieser wurde zudem am 24. August 1768 zum Viscount Westport und am 4. Dezember 1771 zum Earl of Altamont erhoben. Sein Enkel, der 3. Earl, wurde zudem am 29. Dezember 1800 zudem zum Marquess of Sligo und schließlich am 20. Februar 1806 in dritter Verleihung zum Baron Mounteagle, of Westport in the County of Mayo, erhoben. Anders als seine übrigen (irischen) Titel gehört letztere Baronie zur Peerage of the United Kingdom und war bis 1999 mit einem erblichen Sitz im britischen House of Lords verbunden. Die beiden Baronien Mounteagle sind seither nachgeordnete Titel des jeweiligen Marquess of Sligo.

## Liste der Barone Monteagle

### Barone Monteagle, erste Verleihung (1514)
- Edward Stanley, 1. Baron Monteagle († 1523)
- Thomas Stanley, 2. Baron Monteagle (1507–1560)
- William Stanley, 3. Baron Monteagle (um 1528–1581)
- Elizabeth Parker, 4. Baroness Monteagle (1558–1585)
- William Parker, 13. Baron Morley, 5 Baron Monteagle (1575–1622)
- Henry Parker, 14. Baron Morley, 6. Baron Monteagle (um 1600–1655)
- Thomas Parker, 15. Baron Morley, 7. Baron Monteagle (um 1636–1697) (Titel abeyant 1697)

### Barone Monteagle, zweite Verleihung (1760)
- John Browne, 1. Earl of Altamont, 1. Baron Monteagle (um 1709–1776)
- Peter Browne, 2. Earl of Altamont, 2. Baron Monteagle (um 1731–1780)
- John Browne, 1. Marquess of Sligo, 3. Baron Monteagle (1756–1809) (1806 zum Baron Monteagle erhoben)

### Barone Monteagle, zweite Verleihung (Fortsetzung, 1760) und dritte Verleihung (1806)
- John Browne, 1. Marquess of Sligo, 3. Baron Monteagle, 1. Baron Monteagle (1756–1809)
- Howe Browne, 2. Marquess of Sligo, 4. Baron Monteagle, 2. Baron Monteagle (1788–1845)
- George Browne, 3. Marquess of Sligo, 5. Baron Monteagle, 3. Baron Monteagle (1820–1896)
- John Browne, 4. Marquess of Sligo, 6. Baron Monteagle, 4. Baron Monteagle (1824–1903)
- Henry Browne, 5. Marquess of Sligo, 7. Baron Monteagle, 5. Baron Monteagle (1831–1913)
- George  Browne, 6. Marquess of Sligo, 8. Baron Monteagle, 6. Baron Monteagle (1856–1935)
- Ulick Browne, 7. Marquess of Sligo, 9. Baron Monteagle, 7. Baron Monteagle (1898–1941)
- Arthur Browne, 8. Marquess of Sligo, 10. Baron Monteagle, 8. Baron Monteagle (1867–1951)
- Terence Browne, 9. Marquess of Sligo, 11. Baron Monteagle, 9. Baron Monteagle (1873–1952)
- Denis Browne, 10. Marquess of Sligo, 12. Baron Monteagle, 10. Baron Monteagle (1908–1991)
- Jeremy Browne, 11. Marquess of Sligo, 13. Baron Monteagle, 11. Baron Monteagle (1939–2014)
- Sebastian Browne, 12. Marquess of Sligo, 14. Baron Monteagle, 12. Baron Monteagle (* 1964)

Titelerbe (Heir Apparent) ist der Sohn des aktuellen Titelinhabers, Christopher Browne (* 1988).